# Kongsvinger Idrettslag Toppfotball 2005
Questa voce raccoglie le informazioni riguardanti il Kongsvinger Idrettslag Toppfotball nelle competizioni ufficiali della stagione 2005.

## Stagione
Il Kongsvinger ha chiuso la stagione al 10º posto, mentre l'avventura nel Coppa di Norvegia si è chiusa al secondo turno con l'eliminazione per mano dell'Oslo Øst.

## Rosa
| N. |                          | Ruolo | Calciatore               |
| -- | ------------------------ | ----- | ------------------------ |
| 1  | Norvegia (bandiera)      | P     | Fredrik Sverstad Eriksen |
| 2  | Finlandia (bandiera)     | D     | Jaakko Nyberg            |
| 3  | Norvegia (bandiera)      | D     | Eskil Koffeld            |
| 3  | Corea del Sud (bandiera) | C     | Cha Ji-Ho                |
| 4  | Norvegia (bandiera)      | D     | Vegar Landro             |
| 5  | Norvegia (bandiera)      | C     | Thanh Tran               |
| 6  | Norvegia (bandiera)      | A     | Kim Roger Strand         |
| 7  | Norvegia (bandiera)      | D     | Kjetil Byfuglien         |
| 8  | Norvegia (bandiera)      | C     | Einar Kalsæg             |
| 9  | Svezia (bandiera)        | A     | Paul Otiène Olausson     |
| 10 | Norvegia (bandiera)      | D     | Espen Nystuen            |
| 11 | Svezia (bandiera)        | A     | Peter Lindau             |
| 12 | Norvegia (bandiera)      | D     | Håkon Wibe-Lund          |
| 13 | Norvegia (bandiera)      | A     | Patrick Holtet           |

| N. |                     | Ruolo | Calciatore             |
| -- | ------------------- | ----- | ---------------------- |
| 14 | Norvegia (bandiera) | D     | Kai Olav Ryen          |
| 16 | Norvegia (bandiera) | D     | David Fredrik Molnberg |
| 17 | Norvegia (bandiera) | C     | Harald Stormoen        |
| 18 | Norvegia (bandiera) | C     | Lars Erik Fremming     |
| 19 | Norvegia (bandiera) | D     | John Torseth Jensen    |
| 20 | Norvegia (bandiera) | C     | Ole Marius Hansen      |
| 21 | Norvegia (bandiera) | A     | Tore Andreas Gundersen |
| 22 | Norvegia (bandiera) | C     | Tor Vidar Leikvin      |
| 23 | Norvegia (bandiera) | P     | André Ulla             |
| 24 | Norvegia (bandiera) | A     | Ragnar Koffeld         |
| 25 | Norvegia (bandiera) | A     | Frode Birkeland        |
| 26 | Svezia (bandiera)   | A     | Foday Scattred         |
| 30 | Svezia (bandiera)   | P     | Fredrik Persson        |

## Risultati

### 1. divisjon

#### Girone di andata
| Arbitro: | Sælen (Bergen) |

|                                           |           |              |
| Øren 9’ Hjelmhaug 42’ (rig.) Stadheim 64’ | Marcatori | 86’ Fremming |

| Arbitro: | Helgerud (Lier) |

|                                      |           |  |
| Torseth Jensen 25’ (rig.) Holtet 65’ | Marcatori |  |

| Arbitro: | Helgerud (Lier) |

|                                       |           |  |
| Karlsbakk 24’ Herfindal 33’ Hagen 64’ | Marcatori |  |

| Arbitro: | Jakobsen |

|                                    |           |             |
| Torseth Jensen 73’ (rig.) Ryen 90’ | Marcatori | 65’ Enckell |

| Arbitro: | Johnsen (Tønsberg) |

|                |           |                 |
| Kalsæg 7’, 90’ | Marcatori | 54’, 73’ Larsen |

| Arbitro: | Helgerud (Lier) |

|              |           |  |
| Johansen 10’ | Marcatori |  |

| Arbitro: | Krokdal |

|                         |           |             |
| Kalsæg 27’ Fremming 77’ | Marcatori | 68’ Solvang |

| Arbitro: | Vik |

|                        |           |  |
| Tveråen 70’ Kleppe 76’ | Marcatori |  |

| Arbitro: | Helgerud (Lier) |

|  |           |                             |
|  | Marcatori | 27’ Andersen 83’ Stokkeland |

| Arbitro: | Johnsen (Tønsberg) |

|                          |           |            |
| Ellefsen 36’ Zanetti 86’ | Marcatori | 30’ Strand |

| Arbitro: | Alapnes (Stjørdal) |

|            |           |              |
| Hansen 19’ | Marcatori | 76’ Nannskog |

| Arbitro: | Nordby |

|  |           |                                            |
|  | Marcatori | 23’ Otiène Olausson 71’ Kalsæg 84’ Nystuen |

| Arbitro: | Borgersen (Oslo) |

|  |           |                                |
|  | Marcatori | 4’ Hovel Heiaas 36’ Fredriksen |

| Arbitro: | Nordby |

|              |           |              |
| Fazlagić 54’ | Marcatori | 57’ Fremming |

| Arbitro: | Gravdal |

|                            |           |  |
| Gundersen 1’ Birkeland 73’ | Marcatori |  |

#### Girone di ritorno
| Arbitro: | Krokdal |

|                               |           |  |
| Gundersen 13’ Kalsæg 36’, 56’ | Marcatori |  |

| Arbitro: | Høgberg |

|                                                       |           |                                         |
| Nevstad 44’ (rig.), 65’ (rig.), 76’ (rig.) Tollås 90’ | Marcatori | 8’ Kalsæg 63’ (rig.) Nystuen 86’ Nyberg |

| Arbitro: | Kamben |

|                                            |           |           |
| Hagen 12’ (aut.) Torseth Jensen 22’ (rig.) | Marcatori | 75’ Hagen |

| Arbitro: | Helgerud (Lier) |

|  |           |                                                          |
|  | Marcatori | 36’ Otiène Olausson 52’ Kalsæg 63’ (rig.) Torseth Jensen |

| Arbitro: | Hafsås (Trondheim) |

|                      |           |                                        |
| Grina 46’ Tettey 90’ | Marcatori | 22’ Torseth Jensen 39’ Kalsæg 45’ Ryen |

| Arbitro: | Kamben |

|          |           |                                              |
| Ryen 74’ | Marcatori | 20’ Augustsson 57’ (aut.) Nyberg 62’ Isaksen |

| Arbitro: | Kamben |

|           |           |  |
| Erstad 9’ | Marcatori |  |

| Arbitro: | Høgberg |

|               |           |                |
| Gundersen 29’ | Marcatori | 64’ Occhipinti |

| Arbitro: | Olsen (Kristiansand) |

|                                     |           |            |
| Bergersen 25’ Lemsalu 43’ Nisja 80’ | Marcatori | 24’ Kalsæg |

| Arbitro: | Gravdal |

|  |           |                                   |
|  | Marcatori | 5’ Risholt 20’ Øverby 23’ Koskela |

| Arbitro: | Ditlefsen (Mo i Rana) |

|                                       |           |            |
| Nannskog 29’, 66’ Gunnarsson 68’, 72’ | Marcatori | 82’ Holtet |

| Arbitro: | Kamben |

|                        |           |              |
| Koffeld 72’ Strand 87’ | Marcatori | 30’ Andersen |

| Arbitro: | Nordby |

|                           |           |                   |
| Fredriksen 4’ Nystrøm 52’ | Marcatori | 90’ (rig.) Kalsæg |

| Arbitro: | Mjåland |

|  |           |             |
|  | Marcatori | 56’ Finstad |

| Arbitro: | Nordby |

|            |           |                                      |
| Drugge 21’ | Marcatori | 6’ (rig.) Kalsæg 30’ Ryen 32’ Strand |

### Norgesmesterskapet
| Arbitro: | Andås |

|  |           |                                                                                          |
|  | Marcatori | 16’, 24’ Holtet 18’, 31’, 53’ Kalsæg 36’ Fremming 37’ Birkeland 55’ Ryen 61’, 70’ Strand |

| Arbitro: | Kalløkkebakken |

|                          |           |            |
| Sørensen 40’ Granum 105’ | Marcatori | 22’ Lindau |

## Statistiche

### Statistiche di squadra
| Competizione       | Punti | In casa | In casa | In casa | In casa | In casa | In casa | In trasferta | In trasferta | In trasferta | In trasferta | In trasferta | In trasferta | Totale | Totale | Totale | Totale | Totale | Totale | DR |
| Competizione       | Punti | G       | V       | N       | P       | Gf      | Gs      | G            | V            | N            | P            | Gf           | Gs           | G      | V      | N      | P      | Gf     | Gs     | DR |
| ------------------ | ----- | ------- | ------- | ------- | ------- | ------- | ------- | ------------ | ------------ | ------------ | ------------ | ------------ | ------------ | ------ | ------ | ------ | ------ | ------ | ------ | -- |
| 1. divisjon        | 37    | 15      | 7       | 3       | 5       | 20      | 19      | 15           | 4            | 1            | 10           | 21           | 29           | 30     | 11     | 4      | 15     | 41     | 48     | -7 |
| Norgesmesterskapet | -     | 0       | 0       | 0       | 0       | 0       | 0       | 2            | 1            | 0            | 1            | 11           | 2            | 2      | 1      | 0      | 1      | 11     | 2      | +9 |
| Totale             | -     | 15      | 7       | 3       | 5       | 20      | 19      | 17           | 5            | 1            | 11           | 32           | 31           | 32     | 12     | 4      | 16     | 52     | 50     | +2 |

### Andamento in campionato
| Giornata  | 1  | 2 | 3  | 4 | 5 | 6  | 7 | 8  | 9  | 10 | 11 | 12 | 13 | 14 | 15 | 16 | 17 | 18 | 19 | 20 | 21 | 22 | 23 | 24 | 25 | 26 | 27 | 28 | 29 | 30 |
| --------- | -- | - | -- | - | - | -- | - | -- | -- | -- | -- | -- | -- | -- | -- | -- | -- | -- | -- | -- | -- | -- | -- | -- | -- | -- | -- | -- | -- | -- |
| Luogo     | T  | C | T  | C | C | T  | C | T  | C  | T  | C  | T  | C  | T  | C  | C  | T  | C  | T  | T  | C  | T  | C  | T  | C  | T  | C  | T  | C  | T  |
| Risultato | P  | V | P  | V | N | P  | V | P  | P  | P  | N  | V  | P  | N  | V  | V  | P  | V  | V  | V  | P  | P  | N  | P  | P  | P  | V  | P  | P  | V  |
| Posizione | 16 | 7 | 11 | 8 | 9 | 12 | 6 | 11 | 13 | 14 | 13 | 9  | 11 | 11 | 11 | 8  | 10 | 8  | 7  | 7  | 7  | 7  | 7  | 7  | 9  | 10 | 9  | 9  | 10 | 10 |

Fonte:  OBOS-ligaen 2005, su altomfotball.no, Altomfotball.
Legenda:

Luogo: C = Casa; T = Trasferta. Risultato: V = Vittoria; N = Pareggio; P = Sconfitta.

### Statistiche dei giocatori
| Giocatore           | 1. divisjon | 1. divisjon | 1. divisjon | 1. divisjon | Norgesmesterskapet | Norgesmesterskapet | Norgesmesterskapet | Norgesmesterskapet | Coppe europee | Coppe europee | Coppe europee | Coppe europee | Altre coppe | Altre coppe | Altre coppe | Altre coppe | Totale   | Totale | Totale      | Totale     |
| Giocatore           | Presenze    | Reti        | Ammonizioni | Espulsioni  | Presenze           | Reti               | Ammonizioni        | Espulsioni         | Presenze      | Reti          | Ammonizioni   | Espulsioni    | Presenze    | Reti        | Ammonizioni | Espulsioni  | Presenze | Reti   | Ammonizioni | Espulsioni |
| ------------------- | ----------- | ----------- | ----------- | ----------- | ------------------ | ------------------ | ------------------ | ------------------ | ------------- | ------------- | ------------- | ------------- | ----------- | ----------- | ----------- | ----------- | -------- | ------ | ----------- | ---------- |
| F. Birkeland        | 25          | 1           | 5           | 0           | ?                  | -?                 | ?                  | ?                  |               |               |               |               |             |             |             |             | 25+      | 1+     | 5+          | 0+         |
| K. Byfuglien        | 21          | 0           | 4           | 1           | ?                  | -?                 | ?                  | ?                  |               |               |               |               |             |             |             |             | 21+      | 0+     | 4+          | 1+         |
| L. Fremming         | 26          | 3           | 5           | 0           | ?                  | -?                 | ?                  | ?                  |               |               |               |               |             |             |             |             | 26+      | 3+     | 5+          | 0+         |
| T. Gundersen        | 19          | 3           | 1           | 0           | ?                  | -?                 | ?                  | ?                  |               |               |               |               |             |             |             |             | 19+      | 3+     | 1+          | 0+         |
| O. Hansen           | 24          | 1           | 1           | 0           | ?                  | -?                 | ?                  | ?                  |               |               |               |               |             |             |             |             | 24+      | 1+     | 1+          | 0+         |
| P. Holtet           | 24          | 2           | 0           | 0           | ?                  | -?                 | ?                  | ?                  |               |               |               |               |             |             |             |             | 24+      | 2+     | 0+          | 0+         |
| C. Ji-Ho            | 2           | 0           | 1           | 0           | ?                  | -?                 | ?                  | ?                  |               |               |               |               |             |             |             |             | 2+       | 0+     | 1+          | 0+         |
| E. Kalsæg           | 29          | 12          | 0           | 0           | ?                  | -?                 | ?                  | ?                  |               |               |               |               |             |             |             |             | 29+      | 12+    | 0+          | 0+         |
| E. Koffeld          | 1           | 0           | 0           | 0           | ?                  | -?                 | ?                  | ?                  |               |               |               |               |             |             |             |             | 1+       | 0+     | 0+          | 0+         |
| R. Koffeld          | 4           | 1           | 1           | 0           | ?                  | -?                 | ?                  | ?                  |               |               |               |               |             |             |             |             | 4+       | 1+     | 1+          | 0+         |
| V. Landro           | 4           | 0           | 0           | 0           | ?                  | -?                 | ?                  | ?                  |               |               |               |               |             |             |             |             | 4+       | 0+     | 0+          | 0+         |
| T. Leikvin          | 0           | 0           | 0           | 0           | ?                  | -?                 | ?                  | ?                  |               |               |               |               |             |             |             |             | 0+       | 0+     | 0+          | 0+         |
| P. Lindau           | 12          | 0           | 1           | 0           | ?                  | -?                 | ?                  | ?                  |               |               |               |               |             |             |             |             | 12+      | 0+     | 1+          | 0+         |
| D. Molnberg         | 6           | 0           | 1           | 0           | ?                  | -?                 | ?                  | ?                  |               |               |               |               |             |             |             |             | 6+       | 0+     | 1+          | 0+         |
| E. Nystuen          | 25          | 2           | 7           | 0           | ?                  | -?                 | ?                  | ?                  |               |               |               |               |             |             |             |             | 25+      | 2+     | 7+          | 0+         |
| P. Otiène Olausson  | 19          | 2           | 0           | 0           | ?                  | -?                 | ?                  | ?                  |               |               |               |               |             |             |             |             | 19+      | 2+     | 0+          | 0+         |
| F. Persson          | 26          | -40         | 0           | 1           | ?                  | -?                 | ?                  | ?                  |               |               |               |               |             |             |             |             | 26+      | -40+   | 0+          | 1+         |
| K. Ryen             | 25          | 4           | 4           | 0           | ?                  | -?                 | ?                  | ?                  |               |               |               |               |             |             |             |             | 25+      | 4+     | 4+          | 0+         |
| F. Scattred         | 9           | 0           | 0           | 0           | ?                  | -?                 | ?                  | ?                  |               |               |               |               |             |             |             |             | 9+       | 0+     | 0+          | 0+         |
| H. Stormoen         | 10          | 0           | 1           | 0           | ?                  | -?                 | ?                  | ?                  |               |               |               |               |             |             |             |             | 10+      | 0+     | 1+          | 0+         |
| K. Strand           | 16          | 3           | 0           | 0           | ?                  | -?                 | ?                  | ?                  |               |               |               |               |             |             |             |             | 16+      | 3+     | 0+          | 0+         |
| F. Sverstad Eriksen | 5           | -8          | 1           | 0           | ?                  | -?                 | ?                  | ?                  |               |               |               |               |             |             |             |             | 5+       | -8+    | 1+          | 0+         |
| T. Tran             | 0           | 0           | 0           | 0           | ?                  | -?                 | ?                  | ?                  |               |               |               |               |             |             |             |             | 0+       | 0+     | 0+          | 0+         |
| J. Torseth Jensen   | 26          | 5           | 0           | 0           | ?                  | -?                 | ?                  | ?                  |               |               |               |               |             |             |             |             | 26+      | 5+     | 0+          | 0+         |
| A. Ulla             | 0           | -0          | 0           | 0           | ?                  | -?                 | ?                  | ?                  |               |               |               |               |             |             |             |             | 0+       | 0+     | 0+          | 0+         |
| H. Wibe-Lund        | 24          | 0           | 4           | 0           | ?                  | -?                 | ?                  | ?                  |               |               |               |               |             |             |             |             | 24+      | 0+     | 4+          | 0+         |